# シマンカスの戦い
シマンカスの戦い (スペイン語: Batalla de Simancas) は、939年7月19日に始まった、ラミロ2世率いるレオン王国軍とアブド・アッラフマーン3世率いる後ウマイヤ朝軍がシマンカスの城壁外で衝突した戦い。イスラム側からはアッ＝カンダクの戦い（英語: Battle of al-Khandaq）と呼ばれ、またこれがスペイン語になまりアルハンデガの戦い（英語: Battle of Alhandega）と呼ばれることもある。

## 概要
この戦闘は、ドウロ川地域をめぐる両国の対立に決着をつけるものだった。
934年、後ウマイヤ朝カリフのアブド・アッラフマーン3世が北方遠征を開始した。彼はアンダルシア人のサラゴサの支配者アブー・ヤフヤーの助けも借り、国中から戦士を集め大軍を組織した。これに対しレオン王ラミロ2世は、自身の手勢、フェルナン・ゴンサレス率いるカスティーリャ軍、ガルシア・サンチェス1世率いるナバラ軍の連合軍を結成して迎え撃った。
現地にいた人物によるアラブの年代記によれば、戦闘の最初の日には日食が起きた。
シマンカス近くに軍が着いたその時、すさまじい日食が起きて地上が闇に覆われ、我らと不信心者どもは共に恐怖に満たされた。それまでの人生で、そのようなことは見たことが無かったからである。二日の間、両軍ともに全く動きを見せなかった。
戦闘は数日間におよび、最終的にキリスト教連合軍が勝利し後ウマイヤ朝軍を蹂躙した。ウエスカのワリーであるフートゥン・イブン・ムハンマドは自らの部隊を戦闘に参加させなかったので、カラタユー付近でサラマ・イブン・アフマド・イブン・サラマに捕らえられ、コルドバのアルカサルの前で磔にされた。
記録に残っている日食は、現代の計算から事実であることが分かっている。ただしシマンカスは皆既帯から僅かに外に出ており、最大96.8％の日食だった。